# Balanophyllia carinata
Balanophyllia carinata är en korallart som först beskrevs av Semper 1872.  Balanophyllia carinata ingår i släktet Balanophyllia och familjen Dendrophylliidae. Inga underarter finns listade i Catalogue of Life.